# Sekundärkonstruktion
Als Sekundärkonstruktion wird in der Baustatik diejenige horizontale tragende Konstruktion (wie tragende Wände oder Stützen, die einen Wandriegel bilden) bezeichnet, welche die statischen Kräfte (auch: Einwirkungen) darüber liegender oder bewegter ständiger und nicht ständiger Lasten eines Geschosses oder Aufbauten auf die darunterliegende Primärkonstruktion aufnehmen soll. Ihr kommen die tragenden sowie versteifenden Funktionen für die Standsicherheit der gesamten Konstruktion zu, und sie beinhaltet sämtliche dazu dienenden Bauteile. Die statischen Grundlagen der Tragfähigkeit von Primär- und Sekundärkonstruktion sind identisch.
Die Wirkungsweise von Sekundärkonstruktionen haben bereits die Römer bei der Konstruktion und Errichtung ihrer Viadukte gekannt und beachtet.